# Anders Dahl-Nielsen
Anders Dahl-Nielsen, né le 27 janvier 1951 à Aarhus, est un ancien joueur et entraîneur danois de handball.

## Palmarès

### Joueur
Compétitions internationales
- Coupe des clubs champions
  - Finaliste en 1976

Compétitions nationales
- Championnat du Danemark
  - Vainqueur (4) : 1976, 1977, 1978, 1979
  - Deuxième (1) : 1980
- Coupe du Danemark
  - Vainqueur (2) : 1976, 1977
  - Finaliste (1) : 1979

### Entraîneur
Compétitions internationales
- Vainqueur de la Coupe de l'EHF (C3) (1) : 1997
- Vainqueur de la Coupe Challenge (C4) (2) : 2002, 2003

Compétitions internationales
- Championnat du Danemark
  - Vainqueur (1) : 1999
  - Deuxième  (1) : 2003
- Vainqueur de la Coupe du Danemark (1) : 1999
- Deuxième du Championnat d'Allemagne (2) : 1996, 1997
- Finaliste de la Coupe d'Allemagne (1) : 1994
- Finaliste de la Supercoupe d'Allemagne (1) : 1997